# Militaire begraafplaats in Bad Münstereifel
De militaire begraafplaats in Bad Münstereifel is een militaire begraafplaats in Noordrijn-Westfalen, Duitsland. Op de begraafplaats liggen omgekomen Duitse, Poolse en Russische militairen uit de Tweede Wereldoorlog.

## Begraafplaats
Op de begraafplaats, gelegen naast de gemeentelijke begraafplaats, rusten 508 militairen. Het merendeel hiervan (477) was Duits. Daarnaast liggen er nog twee Polen begraven en op een apart deel 29 Russen. De meeste slachtoffers kwamen tijdens de slag om het Hürtgenwald om het leven. Er liggen ook enkele burgers begraven, die tijdens de gevechten stierven.